# هيتمان (لعبة فيديو 2016)
هيتمان (بالإنجليزية: Hitman)‏ ، هي لعبة فيديو إلكترونية من نوع تسلل ومغامرات، صدرت اللعبة في شهر مارس عام 2016م، وذلك من تطوير شركة آي أو إنتراكتيف ونشر شركة سكوير إينكس، وتعمل لأنظمة بلاي ستيشن 4 ومايكروسوفت ويندوز وإكس بوكس ون.تقع احداث اللعبة بعد احداث هيتمان أبسولوشن 
تدور أحداث اللعبة في عام 1999، بدأ رجل يحمل الاسم المستعار 47 في وكالة الاستخبارات الدولية (ICA) ويُظهر كفاءة استثنائية كقاتل. لا تستطيع إدارة الهجرة والجنسية التحقق من خلفيته أو الكشف عن أي معلومات عنه. بمساعدة معالجته ديانا بيرنوود، اجتاز 47 جميع الاختبارات بشكل لا تشوبه شائبة. يوافق مدير ICA ، إريك سودرس، على حالة الوكيل لـ 47. هذه المقدمة هي البرنامج التعليمي للعبة وتؤدي إلى أحداث Hitman: Codename 47.
في عام 2019، أكمل 47 سلسلة من العقود الخاصة بـ ICA. في البداية، يبدو أن العقود غير ذات صلة، لكن الرجل الذي يُعرف فقط باسم «عميل الظل» نسق سراً هذه العقود لمهاجمة منظمة سرية تدعى بروفيدنس، والتي كان يُعتقد أن وجودها وسيطرتها السرية على الشؤون العالمية أمرٌ أسطوري. يستخدم عميل الظل ICA والعميل 47 لقتل وكلاء بروفيدنس، مما يجعل ICA يبدو مذنبًا ويخفي تورطه. تتناول العقود النهائية التداعيات الناجمة عن كشف إدارة الطيران المدني (ICA) عن تصرفات عميل الظل واكتشاف بروفيدنس لدور ICA في الهجمات.